# R-1 (SS-1A Scunner)
R-1 (kod NATO: SS-1A Scunner), zwany też niekiedy niesłusznie SS-1A „Scud” – pierwszy radziecki pocisk balistyczny krótkiego zasięgu (SRBM) napędzany jednym silnikiem na paliwo ciekłe. Pocisk ten de facto stanowił radziecką odmianę niemieckiego pocisku V2 opracowaną z pomocą wziętych do niewoli niemieckich konstruktorów.

## Opis
Pierwsze prace nad zdobycznymi niemieckimi pociskami V2 rozpoczęto w 1945 roku. Prace te doprowadziły do skopiowania wielu rozwiązań niemieckiego pocisku, natomiast pierwszy start pocisku radzieckiego odbył się w 1948 roku. Nowy pocisk, jakkolwiek niemal identyczny względem niemieckiego pierwowzoru, wprowadzał kilka istotnych ulepszeń. Najważniejszym z nich było blisko dziesięciokrotne zwiększenie celności CEP, który w przypadku pocisku radzieckiego wynosił 1500 metrów. Jakkolwiek udźwig pocisku wynosił 1075 kg, waga głowicy wynosiła jedynie 785 kg. Prawdopodobnie było to wynikiem poświęcenia części udźwigu na rzecz masy zastosowanego układu naprowadzania komendowego.